# Penisola di Gallipoli

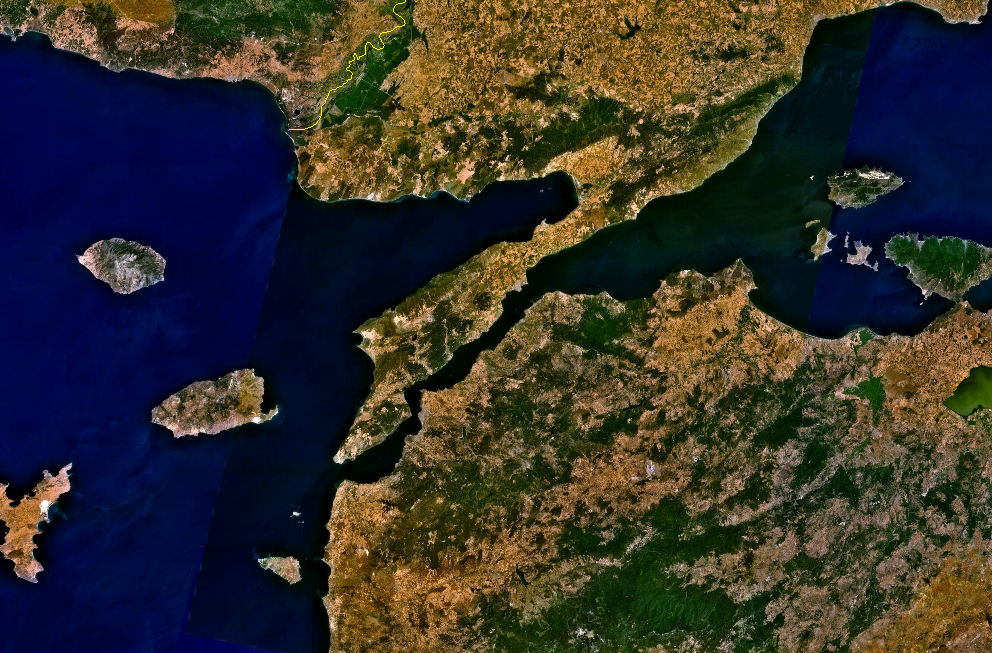
La penisola vista dal satellite

La penisola di Gallipoli, anticamente chiamata Chersoneso Tracico, è una penisola situata nel continente europeo e che fa parte della Turchia, costituendone assieme ad altri territori la parte europea.

## Geografia
La penisola è divisa amministrativamente in due distretti, il distretto di Gallipoli nella parte nord-orientale e il distretto di Eceabat nella parte sud-occidentale, entrambi i distretti appartengono alla provincia di Çanakkale.
La penisola, oltre alla città di Gallipoli, da cui prende il nome, ospita vari centri abitati, tra i quali:
- Alçitepe (nell'antichità Krithia)
- Bigali
- Bolayır
- Eceabat (nell'antichità Madito)
- Seddülbahir

## Storia
La penisola ha ospitato durante le varie epoche storiche parecchi centri abitati, molti dei quali furono abitati solo durante limitati periodi di tempo e oggi sono allo stato di rovine o siti archeologici, tra essi si possono citare:
- Aioleion[1]
- Alopekonneso[2]
- Apobathra[2]
- Araplos[2]
- Cardia o Kardia
- Agora[3]
- Cissa o Egospotami, chiamata anche Kissa o Kressa, oggi nei pressi dove sorgeva c'è il villaggio di Cumalýköy[4]
- Eleunte[5]
- Ide[6]
- Kypasis[7]
- Krithote[8]
- Limnai[5]
- Lisimachia
- Sesto

La penisola di Gallipoli per la sua posizione strategica è stata interessata nel corso dei secoli a numerose vicende militari, tra le più conosciute ci sono:
- la battaglia navale di Egospotami (405 a.C.)
- la battaglia di Gallipoli (1312)
- la caduta di Gallipoli (1354) e la sua successiva riconquista (1366)
- la Battaglia di Gallipoli (1416)
- la campagna di Gallipoli (1915-1916)